# 小行星列表/102401-102500
| 名稱         | 臨時編號   | 發現日期       | 發現地點   | 發現者                         |
| ------------ | ---------- | -------------- | ---------- | ------------------------------ |
| 小行星102401 | 1999 TY169 | 1999年10月10日 | 索科罗     | 林肯近地小行星研究小组         |
| 小行星102402 | 1999 TS171 | 1999年10月10日 | 索科罗     | 林肯近地小行星研究小组         |
| 小行星102403 | 1999 TB172 | 1999年10月10日 | 索科罗     | 林肯近地小行星研究小组         |
| 小行星102404 | 1999 TJ172 | 1999年10月10日 | 索科罗     | 林肯近地小行星研究小组         |
| 小行星102405 | 1999 TP172 | 1999年10月10日 | 索科罗     | 林肯近地小行星研究小组         |
| 小行星102406 | 1999 TR173 | 1999年10月10日 | 索科罗     | 林肯近地小行星研究小组         |
| 小行星102407 | 1999 TW174 | 1999年10月10日 | 索科罗     | 林肯近地小行星研究小组         |
| 小行星102408 | 1999 TM175 | 1999年10月10日 | 索科罗     | 林肯近地小行星研究小组         |
| 小行星102409 | 1999 TN175 | 1999年10月10日 | 索科罗     | 林肯近地小行星研究小组         |
| 小行星102410 | 1999 TS175 | 1999年10月10日 | 索科罗     | 林肯近地小行星研究小组         |
| 小行星102411 | 1999 TB177 | 1999年10月10日 | 索科罗     | 林肯近地小行星研究小组         |
| 小行星102412 | 1999 TZ179 | 1999年10月10日 | 索科罗     | 林肯近地小行星研究小组         |
| 小行星102413 | 1999 TC181 | 1999年10月10日 | 索科罗     | 林肯近地小行星研究小组         |
| 小行星102414 | 1999 TA182 | 1999年10月11日 | 索科罗     | 林肯近地小行星研究小组         |
| 小行星102415 | 1999 TH183 | 1999年10月11日 | 索科罗     | 林肯近地小行星研究小组         |
| 小行星102416 | 1999 TL184 | 1999年10月12日 | 索科罗     | 林肯近地小行星研究小组         |
| 小行星102417 | 1999 TN184 | 1999年10月12日 | 索科罗     | 林肯近地小行星研究小组         |
| 小行星102418 | 1999 TN187 | 1999年10月12日 | 索科罗     | 林肯近地小行星研究小组         |
| 小行星102419 | 1999 TD189 | 1999年10月12日 | 索科罗     | 林肯近地小行星研究小组         |
| 小行星102420 | 1999 TC190 | 1999年10月12日 | 索科罗     | 林肯近地小行星研究小组         |
| 小行星102421 | 1999 TZ190 | 1999年10月12日 | 索科罗     | 林肯近地小行星研究小组         |
| 小行星102422 | 1999 TW191 | 1999年10月12日 | 索科罗     | 林肯近地小行星研究小组         |
| 小行星102423 | 1999 TJ192 | 1999年10月12日 | 索科罗     | 林肯近地小行星研究小组         |
| 小行星102424 | 1999 TD194 | 1999年10月12日 | 索科罗     | 林肯近地小行星研究小组         |
| 小行星102425 | 1999 TN194 | 1999年10月12日 | 索科罗     | 林肯近地小行星研究小组         |
| 小行星102426 | 1999 TY196 | 1999年10月12日 | 索科罗     | 林肯近地小行星研究小组         |
| 小行星102427 | 1999 TK200 | 1999年10月12日 | 索科罗     | 林肯近地小行星研究小组         |
| 小行星102428 | 1999 TD201 | 1999年10月13日 | 索科罗     | 林肯近地小行星研究小组         |
| 小行星102429 | 1999 TD202 | 1999年10月13日 | 索科罗     | 林肯近地小行星研究小组         |
| 小行星102430 | 1999 TG204 | 1999年10月13日 | 索科罗     | 林肯近地小行星研究小组         |
| 小行星102431 | 1999 TL205 | 1999年10月13日 | 索科罗     | 林肯近地小行星研究小组         |
| 小行星102432 | 1999 TA207 | 1999年10月14日 | 索科罗     | 林肯近地小行星研究小组         |
| 小行星102433 | 1999 TL209 | 1999年10月14日 | 索科罗     | 林肯近地小行星研究小组         |
| 小行星102434 | 1999 TD210 | 1999年10月14日 | 索科罗     | 林肯近地小行星研究小组         |
| 小行星102435 | 1999 TN210 | 1999年10月14日 | 索科罗     | 林肯近地小行星研究小组         |
| 小行星102436 | 1999 TX211 | 1999年10月15日 | 索科罗     | 林肯近地小行星研究小组         |
| 小行星102437 | 1999 TY212 | 1999年10月15日 | 索科罗     | 林肯近地小行星研究小组         |
| 小行星102438 | 1999 TJ213 | 1999年10月15日 | 索科罗     | 林肯近地小行星研究小组         |
| 小行星102439 | 1999 TQ213 | 1999年10月15日 | 索科罗     | 林肯近地小行星研究小组         |
| 小行星102440 | 1999 TW213 | 1999年10月15日 | 索科罗     | 林肯近地小行星研究小组         |
| 小行星102441 | 1999 TX213 | 1999年10月15日 | 索科罗     | 林肯近地小行星研究小组         |
| 小行星102442 | 1999 TZ214 | 1999年10月15日 | 索科罗     | 林肯近地小行星研究小组         |
| 小行星102443 | 1999 TB215 | 1999年10月15日 | 索科罗     | 林肯近地小行星研究小组         |
| 小行星102444 | 1999 TT215 | 1999年10月15日 | 索科罗     | 林肯近地小行星研究小组         |
| 小行星102445 | 1999 TF216 | 1999年10月15日 | 索科罗     | 林肯近地小行星研究小组         |
| 小行星102446 | 1999 TO216 | 1999年10月15日 | 索科罗     | 林肯近地小行星研究小组         |
| 小行星102447 | 1999 TR216 | 1999年10月15日 | 索科罗     | 林肯近地小行星研究小组         |
| 小行星102448 | 1999 TS216 | 1999年10月15日 | 索科罗     | 林肯近地小行星研究小组         |
| 小行星102449 | 1999 TC217 | 1999年10月15日 | 索科罗     | 林肯近地小行星研究小组         |
| 小行星102450 | 1999 TD217 | 1999年10月15日 | 索科罗     | 林肯近地小行星研究小组         |
| 小行星102451 | 1999 TL217 | 1999年10月15日 | 索科罗     | 林肯近地小行星研究小组         |
| 小行星102452 | 1999 TV217 | 1999年10月15日 | 索科罗     | 林肯近地小行星研究小组         |
| 小行星102453 | 1999 TW217 | 1999年10月15日 | 索科罗     | 林肯近地小行星研究小组         |
| 小行星102454 | 1999 TY218 | 1999年10月1日  | 卡特林那   | 卡特林那巡天系统               |
| 小行星102455 | 1999 TU220 | 1999年10月1日  | 卡特林那   | 卡特林那巡天系统               |
| 小行星102456 | 1999 TJ221 | 1999年10月2日  | 索科罗     | 林肯近地小行星研究小组         |
| 小行星102457 | 1999 TP221 | 1999年10月2日  | 可可尼诺县 | 洛厄尔天文台近地小行星搜寻计划 |
| 小行星102458 | 1999 TH225 | 1999年10月2日  | 基特峰     | 太空监视                       |
| 小行星102459 | 1999 TD226 | 1999年10月2日  | 基特峰     | 太空监视                       |
| 小行星102460 | 1999 TN226 | 1999年10月3日  | 基特峰     | 太空监视                       |
| 小行星102461 | 1999 TG227 | 1999年10月1日  | 可可尼诺县 | 洛厄尔天文台近地小行星搜寻计划 |
| 小行星102462 | 1999 TE229 | 1999年10月4日  | 可可尼诺县 | 洛厄尔天文台近地小行星搜寻计划 |
| 小行星102463 | 1999 TD230 | 1999年10月3日  | 可可尼诺县 | 洛厄尔天文台近地小行星搜寻计划 |
| 小行星102464 | 1999 TG230 | 1999年10月3日  | 可可尼诺县 | 洛厄尔天文台近地小行星搜寻计划 |
| 小行星102465 | 1999 TB231 | 1999年10月5日  | 卡特林那   | 卡特林那巡天系统               |
| 小行星102466 | 1999 TW232 | 1999年10月6日  | 索科罗     | 林肯近地小行星研究小组         |
| 小行星102467 | 1999 TA233 | 1999年10月7日  | 卡特林那   | 卡特林那巡天系统               |
| 小行星102468 | 1999 TV234 | 1999年10月3日  | 卡特林那   | 卡特林那巡天系统               |
| 小行星102469 | 1999 TC237 | 1999年10月3日  | 卡特林那   | 卡特林那巡天系统               |
| 小行星102470 | 1999 TQ239 | 1999年10月4日  | 卡特林那   | 卡特林那巡天系统               |
| 小行星102471 | 1999 TN241 | 1999年10月4日  | 卡特林那   | 卡特林那巡天系统               |
| 小行星102472 | 1999 TT242 | 1999年10月4日  | 卡特林那   | 卡特林那巡天系统               |
| 小行星102473 | 1999 TW244 | 1999年10月7日  | 卡特林那   | 卡特林那巡天系统               |
| 小行星102474 | 1999 TZ245 | 1999年10月7日  | 卡特林那   | 卡特林那巡天系统               |
| 小行星102475 | 1999 TA246 | 1999年10月7日  | 卡特林那   | 卡特林那巡天系统               |
| 小行星102476 | 1999 TC246 | 1999年10月8日  | 卡特林那   | 卡特林那巡天系统               |
| 小行星102477 | 1999 TQ247 | 1999年10月8日  | 卡特林那   | 卡特林那巡天系统               |
| 小行星102478 | 1999 TN248 | 1999年10月8日  | 卡特林那   | 卡特林那巡天系统               |
| 小行星102479 | 1999 TQ250 | 1999年10月9日  | 卡特林那   | 卡特林那巡天系统               |
| 小行星102480 | 1999 TW250 | 1999年10月9日  | 卡特林那   | 卡特林那巡天系统               |
| 小行星102481 | 1999 TG252 | 1999年10月8日  | 索科罗     | 林肯近地小行星研究小组         |
| 小行星102482 | 1999 TH252 | 1999年10月8日  | 索科罗     | 林肯近地小行星研究小组         |
| 小行星102483 | 1999 TA253 | 1999年10月9日  | 索科罗     | 林肯近地小行星研究小组         |
| 小行星102484 | 1999 TU256 | 1999年10月9日  | 索科罗     | 林肯近地小行星研究小组         |
| 小行星102485 | 1999 TQ258 | 1999年10月9日  | 索科罗     | 林肯近地小行星研究小组         |
| 小行星102486 | 1999 TY258 | 1999年10月9日  | 索科罗     | 林肯近地小行星研究小组         |
| 小行星102487 | 1999 TF260 | 1999年10月10日 | 基特峰     | 太空监视                       |
| 小行星102488 | 1999 TU260 | 1999年10月12日 | 索科罗     | 林肯近地小行星研究小组         |
| 小行星102489 | 1999 TC262 | 1999年10月13日 | 索科罗     | 林肯近地小行星研究小组         |
| 小行星102490 | 1999 TD264 | 1999年10月15日 | 基特峰     | 太空监视                       |
| 小行星102491 | 1999 TK264 | 1999年10月15日 | 基特峰     | 太空监视                       |
| 小行星102492 | 1999 TG265 | 1999年10月3日  | 索科罗     | 林肯近地小行星研究小组         |
| 小行星102493 | 1999 TW265 | 1999年10月3日  | 索科罗     | 林肯近地小行星研究小组         |
| 小行星102494 | 1999 TQ273 | 1999年10月5日  | 索科罗     | 林肯近地小行星研究小组         |
| 小行星102495 | 1999 TH274 | 1999年10月6日  | 索科罗     | 林肯近地小行星研究小组         |
| 小行星102496 | 1999 TT277 | 1999年10月6日  | 索科罗     | 林肯近地小行星研究小组         |
| 小行星102497 | 1999 TY278 | 1999年10月6日  | 索科罗     | 林肯近地小行星研究小组         |
| 小行星102498 | 1999 TQ280 | 1999年10月8日  | 索科罗     | 林肯近地小行星研究小组         |
| 小行星102499 | 1999 TD282 | 1999年10月8日  | 索科罗     | 林肯近地小行星研究小组         |
| 小行星102500 | 1999 TG283 | 1999年10月9日  | 索科罗     | 林肯近地小行星研究小组         |

| 上一頁： 102301-102400 | 小行星列表 102401-102500 | 下一頁： 102501-102600 |